# Gottlieb Jäger
Gottlieb Jäger (* 28. Dezember 1805 in Aarau; † 25. April 1891 in Brugg) war ein Schweizer Politiker und Jurist.

## Biografie
Gottlieb Jäger wurde am 28. Dezember 1805 als Sohn des Bezirksgerichtsschreibers Johann Samuel Jäger in Aarau geboren. Jäger belegte ab 1825 ein Rechtsstudium in Basel, Jena und Heidelberg. In Heiderberg wurde er 1826 Mitglied des Corps Helvetia II. In Jena schloss er sich 1828 dem Corps Franconia an. Im Jahr 1829 wurde er zum Notar ernannt. Zwei Jahre später wurde er als Fürsprecher zugelassen. Von 1832 bis 1833 fungierte er als Regierungssekretär. Danach unternahm eine  dreijährige Reise nach Amerika und kehrte 1836 in die Schweiz zurück, wo er in Brugg als Fürsprecher weiterarbeitete. 1848 fungierte er als Mitglied der Bundesverfassungskommission. Von 1849 bis 1856 stand er als Ersatzmann des Bundesgerichts zur Verfügung, danach zwischen 1856 und 1874 als nebenamtlicher Bundesrichter und 1860 als Bundesgerichtspräsident. Zudem leitete er 1845 in Luzern die Verhandlungen zum Loskauf der Freischärler. Jäger gilt als einer der führenden Juristen der Schweiz seiner Zeit.
Gottlieb Jäger, Bürger von Brugg, der 1837 Sophie (geborene Siebenmann) ehelichte, verstarb am 25. April 1891 83-jährig in Brugg.

## Politische Laufbahn
Jäger amtierte von 1838 bis 1858 Stadtammann von Brugg. Von 1832 bis 1834 sowie von 1837 bis 1862 war er im Aargauer Grossrat vertreten. Ferner gehörte er von 1849 bis 1852 dem Verfassungsgericht an. Darüber hinaus war er von 1848 bis 1851 sowie von 1854 bis 1866 Abgeordneter im Nationalrat, davon als Präsident von 1864 bis 1865. Jäger, der zuerst der radikalen Richtung angehörte, wurde später gemässigt liberal.